# 和歌山県道158号布施屋停車場線
和歌山県道158号布施屋停車場線（わかやまけんどう158ごう ほしやていしゃじょうせん）は、和歌山県和歌山市を通る一般県道である。

## 概要
布施屋停車場（和歌山市布施屋）から和歌山市布施屋に至る。
全線にかけて道が狭い。さらに民家などがあるため、生活道路として地元住民が利用している。

### 路線データ
- 起点：和歌山県和歌山市布施屋（JR西日本和歌山線 布施屋駅前）
- 終点：和歌山県和歌山市布施屋（和歌山県道14号和歌山打田線交点）
- 実延長：757 ｍ

## 歴史
本路線は、道路法（昭和27年法律第180号）第7条の規定に基づき、一般県道として1959年（昭和34年）に和歌山県が第1次認定した路線のひとつである。

### 年表
- 1959年（昭和34年）5月14日 - 和歌山県が一般県道として布施屋停車場線を認定[1]。

## 地理

### 通過する自治体
- 和歌山県
  - 和歌山市

### 交差する道路
| 交差する道路               | 交差する場所 | 交差する場所 |
| -------------------------- | ------------ | ------------ |
| 和歌山県道14号和歌山打田線 | 布施屋       | 終点         |

### 交差する鉄道
- 和歌山線

### 沿線
- JR西日本和歌山線 布施屋駅
- 紀の川（終点付近）